# Крапивенская Слобода
Крапивенская Слобода — деревня в Щёкинском районе Тульской области России.
В рамках административно-территориального устройства относится к Жердевской сельской администрации Щёкинского района, в рамках организации местного самоуправления включается в сельское поселение Крапивенское.

## География
Расположена на левом берегу реки Плава, в 25 км к юго-западу от железнодорожной станции города Щёкино.
На севере примыкает к селу Крапивна.

## Население
| 2002 | 2010 |
| ---- | ---- |
| 136  | ↗144 |